# Ricard Puigdomènech
Ricard Puigdomènech (Vic, 31 de desembre de 1962) és un músic i productor musical català.
Fou membre fundador de Los Trogloditas amb Jordi Vila i Josep Simón Ramírez, i posteriorment de Loquillo i Trogloditas. Durant més de vint anys va ser guitarrista i compositor de la banda. Alguns dels seus èxits són "Chanel, cocaïna i Don Perignon" i "Coleccionistas". Actualment és guitarrista i co-compositor, arranjador i productor del grup Strombers. També ha estat productor discogràfic de grups de rock catalans com Wom! A2, Sopa de Cabra, Whiskyn's i Lax'n'Busto.
Actualment treballa pel seu compte. El 2004 va llançar el seu primer disc, "No ens faci falta la sort", amb cançons en català. En el seu propi estudi, Sonic Studios, també ha gravat i ha col·laborat en la producció dels discos de la seva filla Judit Puigdomènech, coneguda artísticament com a Ju.